# Ford Consul
Ford Consul bylo auto s náhonem na zadní kola vyráběné ve Velké Británii. Byl základem pro trojici modelů Ford Consul, Ford Zephyr a Ford Zodiac. První dvě generace byly vyráběny v letech 1951–1962, třetí generace navázala v letech 1972–1975.

## První generace
První generace se vyráběla v letech 1951–1956 ve verzích sedan, kombi a kabriolet.

## Druhá generace
Druhá generace se vyráběla v letech 1956–1962 ve verzích sedan, kombi a kabriolet.

## Třetí generace
Třetí generace se vyráběla v letech 1972–1975 ve verzích sedan a kombi. Třetí generace ovšem byla jen jiný název pro Ford Granada MkI.